# Hartwig (Brixen)
Hartwig von Brixen (* um 990; † 31. Jänner 1039), im Brixener Bischofskatalog als „beatus“ bezeichnet, war von 1022 bis 1039 Bischof von Brixen. Seine Herkunft lässt sich nicht eindeutig feststellen. Sein Vater war Graf Engelbert III. im Chiemgau. Seine Mutter könnte entweder Adala von Bayern, Tochter des Pfalzgrafen Hartwig I. von Bayern, oder Adala, Tochter des Grafen Meginhard in der Mangfall gewesen sein. Er entstammte dem angesehenen und mächtigen bayerischen Adelsgeschlecht der Sieghardinger.

## Leben und Wirken
Aus einer Salzburger Urkunde, die um das Jahr 1000 verfasst wurde, lässt sich herauslesen, dass Hartwig in dieser Zeit Domherr im Domkapitel seines Großonkels Erzbischof Hartwig von Salzburg war. Es ist nicht bekannt, wann und wie es zu seiner Bischofsernennung gekommen ist. Allerdings ist es durchaus möglich, dass sein Großonkel Hartwig oder sein Halbbruder Erzbischof Aribo von Mainz diesen Werdegang beeinflusst haben.
Hartwig wurde von Kaiser Konrad II. am 27. Juni 1027 mit der Grafschaft Norital (Eisack- und Unterinntal) belehnt. Der Bischof verfügte damit sowohl über die Grafengewalt als auch über militärische, richterliche und administrative Hoheitsrechte. Die Urkunde dieser Belehnung befindet sich heute im Diözesanarchiv in Brixen. Hartwig übergab die Verwaltung dieser Besitzungen allerdings noch im selben Jahr seinem Bruder Engelbert IV.
1028 nahm Hartwig an der Krönung Heinrichs III. in Aachen teil. Es kam im Laufe der Zeit noch zu weiteren, bedeutenden Schenkungen an die Brixner Kirche, was auf ein vertrauensvolles Verhältnis zum König schließen lässt.
Unter Bischof Hartwig wurde die Stadtmauer, mit deren Bau sein Vorgänger begonnen hatte, vollendet. Er ließ eine neue Pfarrkirche im romanischen Stil errichten, die im Jahr 1038 dem hl. Michael geweiht wurde. Weiters ließ Hartwig im Jahr 1030 noch ein Benediktinerkloster im Pustertal erbauen.
Brixen wurde während seiner Amtszeit auch zur Stadt erhoben. Die Schenkung von Konrad II. und die Vollendung der Stadtmauer führten dazu, dass Brixen schließlich zur bischöflichen Residenzstadt wurde.